# Льюис, Синклер
Га́рри Си́нклер Лью́ис (англ. Harry Sinclair Lewis; 7 февраля 1885, Сок-Сентр, штат Миннесота — 10 января 1951, Рим) — американский писатель, репортёр; первый в США лауреат Нобелевской премии по литературе (1930 год).

## Семья. Первые шаги в литературе
Родился в недавно отстроенном городке Сок-Сентр (Миннесота), в семье единственного на весь город врача.
С пятнадцати лет работал наборщиком в местной типографии. В университете готовил себя к карьере газетчика, во время и после учёбы практиковался в периферийных изданиях от Айовы до Калифорнии, охотно выполняя функции репортёра. Именно на этой работе Льюис детально изучил жизнь американской провинции, быт и нравы простых американцев.
Уже в то время он пишет, помимо газетных очерков, множество рассказов, которые публикуются в газетах, на которые он работает.
В 1910 году начинающего писателя знакомят с Джеком Лондоном, переживающим творческий кризис. Льюис, набивший руку в сочинении сюжетов, продал ему сюжеты двух рассказов и романа «Бюро убийств» (который Лондон в итоге забросил из-за недостаточной логичности).
Первый роман Льюиса «Наш мистер Ренн» (англ. «Our Mr Wrenn») вышел в 1914 году.

## Творческая манера. Основные произведения
В раннем периоде своего творчества Синклер Льюис выступает как автор типичных для того времени литературных произведений, тема которых — карьера одиночки, выходца из общественных «низов», пробивающего себе дорогу в общество. Конфликт между личностью и обществом, служащий основным движущим противоречием всего творчества писателя, трактуется во всех этих произведениях как внесоциальная проблема. Развитие этого противоречия даётся здесь экстенсивно, в пространственном плане, путём ухода в экзотику путешествий («Наш мистер Ренн», «Полёт сокола»), в спорт («На вольном воздухе»), и т. п.
Среди произведений этого периода несколько особняком стоит роман «Работа» (англ. The Job, 1917; в русском переводе — «Уна Гольден») — история одной из многих трудящихся женщин Америки, создающей себе карьеру долголетним трудом. В этом романе нет уже того экзотизма, того ухода в романтику, которые характеризуют остальные произведения Льюиса того же периода. «Работа» заключает в себе зародыши тех ростков, которые в своём дальнейшем развитии обусловили превращение писателя из беллетриста в художника социальной тематики.
Но качественный перелом в творчестве Льюиса относится лишь ко времени появления «Главной улицы» (англ. Main Street, 1920) — романа, который стал таким же знаменем для радикальной американской интеллигенции начала 1920-х годов в области художественной литературы, каким была для неё в области идеологии известная «Цивилизация Соединённых штатов» Гарольда Стернса (англ. Civilisation in the United States, Harold Edmund Stearns, 1922).
Кризис американской экономики, пришедший на смену «процветанию» времён Первой мировой войны, вызвал движение протеста в кругах мелких американских собственников и в особенности американского фермерства. Это движение вылилось в радикальное течение американской интеллигенции и выдвинуло на авансцену литературы целую плеяду писателей, вошедших в литературную историю под названием «людей 20-х годов». К ним, наряду с Шервудом Андерсоном, Бен Хектом, Флойдом Деллом и др. следует отнести и Синклера Льюиса. Начало подобной «социальной» литературе положили ещё в конце XIX века такие писатели-реалисты, как Хэмлин Гарленд, Стивен Крейн и Фрэнк Норрис. Непосредственным же предшественником Льюиса в этом плане является Эдгар Ли Мастерс, основное произведение которого — «Антология Спун Ривер» (англ. «Spoon River Antology», 1915) проложило пути для «Главной улицы». Подобно автору «Антологии Спун Ривер», Синклер Льюис в «Главной улице» восстаёт против лицемерия, ограниченности и нетерпимости провинциальной Америки. Если раньше романтика, мечты о нереальном мире были для писателя средством примирения противоречий между его героями и действительностью, то теперь в его творчестве начинается период разрушения иллюзий. Отталкивание персонажей Льюиса от их общественной среды приобретает известную социальную направленность. В конце романа «Главная улица» писатель объявляет: смех остаётся для протестующей героини (Кэрол), вернувшейся к своему семейному очагу, «единственно возможным орудием борьбы».
В дальнейшем творчество Льюиса продолжает развиваться в том же направлении. В «Бэббите» (англ. «Babbitt», 1922) он создаёт классический образ стандартного обывателя, с его стихийными попытками бунтарства против наиболее вызывающих противоречий капиталистического общества, развивая таким образом мотивы «Главной улицы». К «Бэббиту» примыкает и более позднее сатирическое произведение писателя «Человек, который знал Кулиджа» (англ. The Man who knew Coolidge, 1927).
Следующий роман Синклера Льюиса «Эрроусмит» (англ. Arrowsmith, 1925, Пулитцеровская премия, от которой он отказался), вскрывающий положение науки в условиях современной автору Америки, выделяется среди остальных «обличительных» романов писателя этого периода наличием положительной программы — требований, отвечающих настроениям части технической интеллигенции. Это обстоятельство приходится однако отнести за счёт того, что в создании этого романа наряду с Льюисом принимал участие известный американский учёный Поль де Крюи (англ. Paul de Kruif).
«Элмер Гентри» (англ. «Elmer Gantry», 1927) — сатира на религию и её представителей — завершает собой период высшего расцвета творчества Льюиса, когда он выступает со своеобразным социальным протестом.
В 1929 году вышел памфлет Льюиса «Дешёвая и довольная рабочая сила» (англ. «Cheap and Contented Labor»), посвящённый забастовке текстильщиков Мэриона (очевидцем которой был писатель), где он становится на сторону рабочих.

## Нобелевская премия
В 1930 году Синклер Льюис первым из американских писателей удостаивается Нобелевской премии по литературе — «за мощное и выразительное искусство повествования и за редкое умение с сатирой и юмором создавать новые типы и характеры».
Нобелевская речь писателя, названная «Страх американцев перед литературой» (англ. «The American Fear of Literature»), вызвала широкий общественный резонанс в стране, поскольку в ней Льюис выступил против тех, кто «боится любой литературы, кроме той, которая превозносит всё американское, в равной степени недостатки и достоинства».

## Последние годы
После вручения премии писатель создал ещё девять романов, но они не имели прежнего успеха, за исключением «У нас это невозможно» — сценария возможного установления в США фашистской диктатуры.
В 1942 году Льюис развёлся с женой Дороти Томпсон (англ. Dorothy Thompson) — журналисткой, высланной в 1934 году из Германии. Супруги прожили вместе 9 лет (1928—1937), в 1930 году у них родился сын Майкл, ставший впоследствии актёром.
Умер Синклер Льюис в Риме 10 января 1951 года от сердечного приступа, вызванного алкоголизмом. Его тело было кремировано, а останки похоронены на кладбище Гринвуд в Сок-Сентре, штат Миннесота.
Статья основана на материалах Литературной энциклопедии 1929—1939.

## Избранная библиография
- «Закат капитализма» (статья, 1914);
- «Наш мистер Ренн» (англ. Our Mr. Wrenn, 1914);
- «Полёт сокола» (англ. The Trail of the Hawk, 1915);
- «Простаки» (англ. The Innocents, 1917);
- «Работа» (англ. The Job, 1917; в русском переводе — «Уна Гольден»);
- «На вольном воздухе» (англ. Free Air, 1919);
- «Главная улица» (англ. Main Street, 1920);
- «Бэббит» (англ. Babbitt, 1922);
- «Эрроусмит» (англ. Arrowsmith, 1925);
- «Капкан» (англ. Mantrap, 1926);
- «Элмер Гентри» (англ. Elmer Gantry, 1927);
- «Человек, который знал Кулиджа» (англ. The Man Who Knew Coolidge, 1928);
- «Додсворт» (англ. Dodsworth, 1929);
- «Дешёвая и довольная рабочая сила» (англ. Cheap and Contented Labor, памфлет, 1929);
- «Страх американцев перед литературой» (англ. The American Fear of Literature[8], Нобелевская речь, 1930);
- «Энн Виккерс» (англ. Anne Vickers, 1933);
- «У нас это невозможно» (англ. It Can’t Happen Here, 1935);
- «Касс Тимберлэйн: роман для мужей и жён» (Cass Timberlane: A Novel of Husbands and Wives, 1945);
- «Кингсблад, потомок королей» (англ. Kingsblood Royal, 1947);
- «Мир так широк» (World So Wide, 1951, издан после смерти писателя).

## Экранизации
- 1916 — / Nature Incorporated
- 1919 — / The Unpainted Woman
- 1919 — / Free Air
- 1923 — / The Ghost Patrol
- 1923 — / Main Street
- 1926 — Капкан на мужчину / Mantrap
- 1931 — Эрроусмит / Arrowsmith
- 1931 — Forbidden Adventure / Newly Rich (по произведению «Let’s Play King»)
- 1933 — Энн Викерс / Ann Vickers
- 1934 — Бэббит
- 1936 — / I Married a Doctor
- 1936 — Додсворт / Dodsworth
- 1940 — Неукротимый / Untamed
- 1944 — / This Is the Life
- 1947 — Весёлые и беззаботные / Fun & Fancy Free
- 1947 — / Bongo
- 1947 — Касс Тимберлэйн / Cass Timberlane
- 1958 — / Majestät auf Abwegen (по «Let’s Play King»)
- 1960 — Элмер Гантри / Elmer Gantry
- 1968 — / Shadow on the Land (телефильм по роману «У нас это невозможно»)
- 1970 — / Bongo (короткометражный)
- 1997 — / Arrowsmith (мини-сериал)

## Цитаты
- Я люблю Америку, но она мне не нравится.
- Все важные сенаторы и президенты — провинциальные адвокаты и банкиры, выросшие до девяти футов.

## Награды и признание
- В 1926 году был удостоен Пулитцеровской премии, однако отказался принять её.
- Лауреат Нобелевской премии по литературе 1930 года.
- Одна из улиц города Сок-Центр носит имя Синклера Льюиса.